# Otto Müller-Eibenstock
Otto Müller-Eibenstock (* 15. August 1898 in Dorfstadt; † 7. Januar 1986 in Zwickau) war ein konstruktivistischer deutscher Maler, Grafiker und Textil-Formgestalter.

## Leben und Werk
Müller-Eibenstock machte von 1913 bis 1916 eine Lehre als Textilzeichner an der Königlich-Sächsischen Kunstschule für Textilindustrie Plauen. Dort war er von 1918 bis 1920 Assistent des Direktors Albert Forkel. Mit diesem entwickelt er ein „textiles Naturstudium“ als Bestandteil des Grundlagenstudiums. Während des 1. Weltkrieges war Müller-Eibenstock im Militärdienst und in Gefangenschaft. 1920 arbeitete er vorübergehend als Gestalter in der Eibenstocker Filiale der Textilfirma Bartels, Dietrich & Co.
Ab 1920 war er in Berlin freischaffend als Maler tätig. Er trat als Konstruktivist hervor und hatte Verbindung zu Herwarth Waldens „Sturm“. Mit Walden war er befreundet. Müller-Eibenstock gehörte der Gruppe „Die Abstrakten“ an, die unter der Leitung Oskar Nerlingers stand und zu der Expressionisten, Kubisten und Futuristen gehörten. An deren Ausstellungen nahm er von 1926 bis 1932 teil. Ab etwa 1922 trat er mit konstruktiv-konkreten Arbeiten hervor, und es entstanden erste Fotogramme. Mit seiner Kunst, die dem Kubismus zugerechnet werden kann, war Otto Müller-Eibenstock seiner Zeit weit voraus. Allerdings blieb ihm die Anerkennung dafür in seinem unmittelbaren Umfeld verwehrt. Seinen Lebensunterhalt verdiente er mit Entwürfen für die Textilindustrie.
1925 heiratete Müller-Eibenstock Cläre Seidel. 1926 wird ihr Sohn Günther geboren, der im 2. Weltkrieg umkam.
Ab 1932 hatte Müller-Eibenstock als Textilgestalter in Eibenstock ein eigenes Büro. Seine Kunst wurde von den Nazis als entartet eingestuft, und Müller-Eibenstock erhielt Ausstellungsverbot. Von 1939 bis 1940 und von 1943 bis 1945 war er Soldat und bis 1946 in englischer Kriegsgefangenschaft. Danach arbeitete er wieder als Maler, wobei er „einen Weg fand, gegenständliche Motive mit konstruktivistischen Formvorstellungen zu verknüpfen.“ Wieder sicherte er seinen Lebensunterhalt vor allem als Textilgestalter, von 1962 bis 1967 als Lehrer für Stickereikunde an der Fachhochschule für angewandte Kunst Schneeberg und danach als freiberuflicher Gestalter. 1946 trat Müller-Eibenstock in den neu gegründeten Kulturbund zur Demokratischen Erneuerung Deutschlands ein, 1947 in den Verband Bildender Künstler der DDR. Erst ab Mitte der 1950er Jahre rückten seine frühen Werke wieder in das öffentliche Bewusstsein. Der Bildindex der Kunst & Architektur nennt mehrere Bilder Müller-Eibenstocks als Exponate der Dritten Deutschen Kunstausstellung in Dresden. Laut Katalog war er jedoch auf der Ausstellung nicht vertreten.
In Eibenstock gibt es einen Verein zur Pflege der Werke von Cläre und Otto Müller-Eibenstock.

## Werke (Auswahl)

### Malerei
- C. i. O. (1931, Öl)[3]
- Bewegung (1947, Öl; Kunstsammlungen Chemnitz)[4]

### Photogramme (Auswahl)
- A 7 F 7 / Kreissegmente (1925, Photogramm, 139 × 88 cm; Kupferstichkabinett Dresden)[5]

## Ausstellungen (unvollständig)

### Einzelausstellungen
- 1976 Karl-Marx-Stadt (Aquarelle, Zeichnungen, Malerei, Klebebilder)
- 1978 Karl-Marx-Stadt, Klub der Intelligenz „Pablo Neruda“ (Aquarelle, Pastell, Mischtechnik)
- 1978 Rostock, Kunsthalle Rostock
- 1981 Leipzig, Galerie am Sachsenplatz (Malerei, Zeichnungen, Aquarelle, Fotogramme, Collagen, Temperablätter)
- 1987 Brno, Dům umění města Brna (Haus der Künste); (Fotogramme und Zeichnungen)
- 1997 Chemnitz, Neue Sächsische Galerie („Die großen Alten II“; mit Wilhelm Rudolph, Hermann Glöckner und Rudi Gruner)
- 1997 Schwarzenberg, Museum Schloss Schwarzenberg („Rudolf Weber, Otto Müller-Eibenstock, Max Eismann - Konstruktivismus in Sachsen“)
- 2018 Eibenstock, Kunsthof
- 2018 Galerie Kunstförderverein falkart e.V. Sparkasse Vogtland / Falkenstein

### Teilnahme an zentralen und wichtigen regionalen Ausstellungen in der DDR
- 1963: Karl-Marx-Stadt, Museum am Theaterplatz („10 Jahre Architektur, bildende Kunst und bildnerisches Volksschaffen in Karl-Marx-Stadt“)[6]

- 1978: Leipzig, Galerie am Sachsenplatz („Collagen, Montagen, Frottagen von Künstlern der DDR“)
- 1979: Schwerin, Staatliche Museen („Farbige Grafik in der DDR“)
- 1979 und 1985: Karl-Marx-Stadt, Bezirkskunstausstellungen
- 1984/1985 Karl-Marx-Stadt, Städtisches Museum am Theaterplatz („Retrospektive 1945 – 1984. Bildende Kunst im Bezirk Karl-Marx-Stadt“)